# 俊宏軒

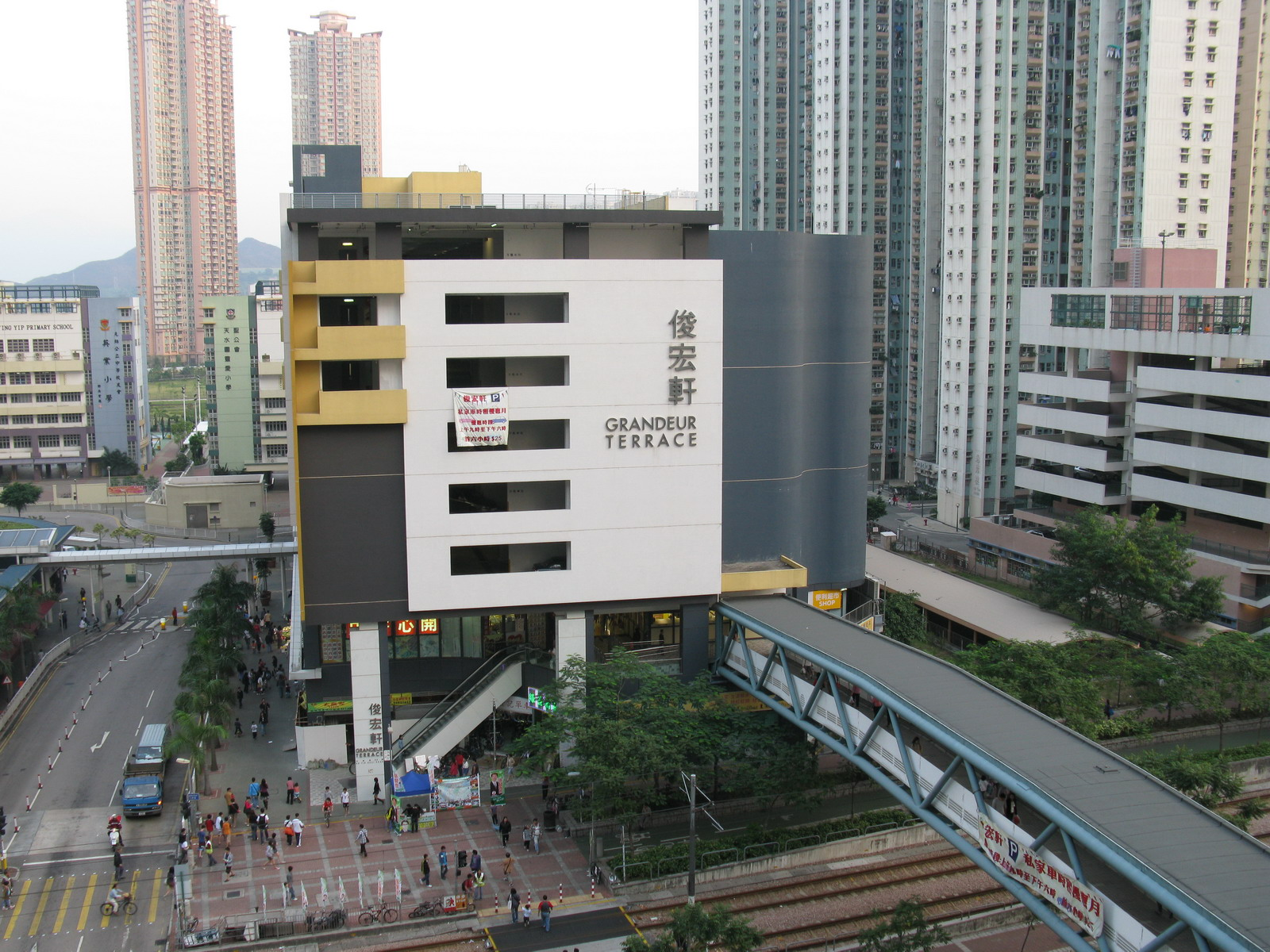
俊宏軒商場－俊宏廣場

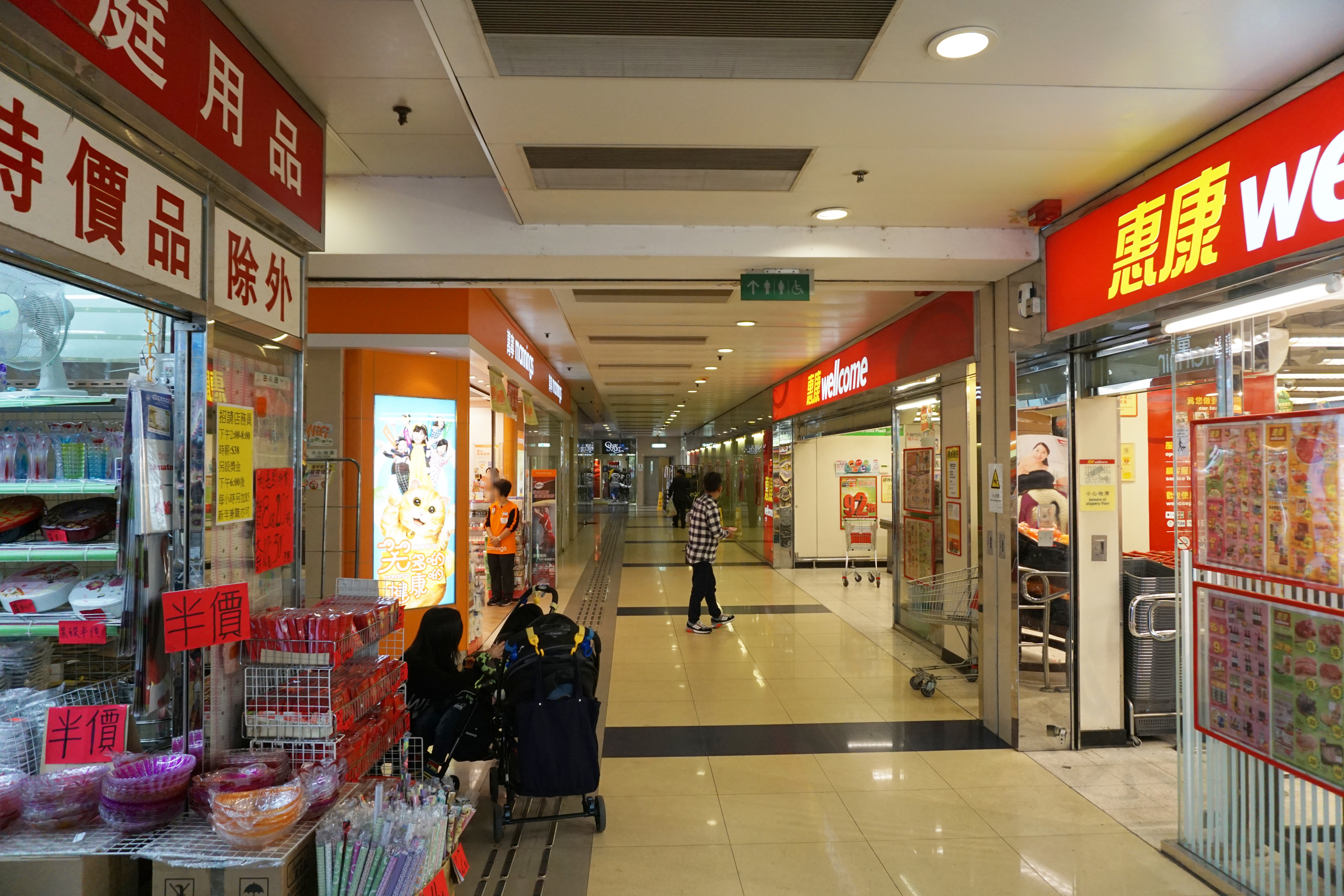
俊宏軒商場1樓

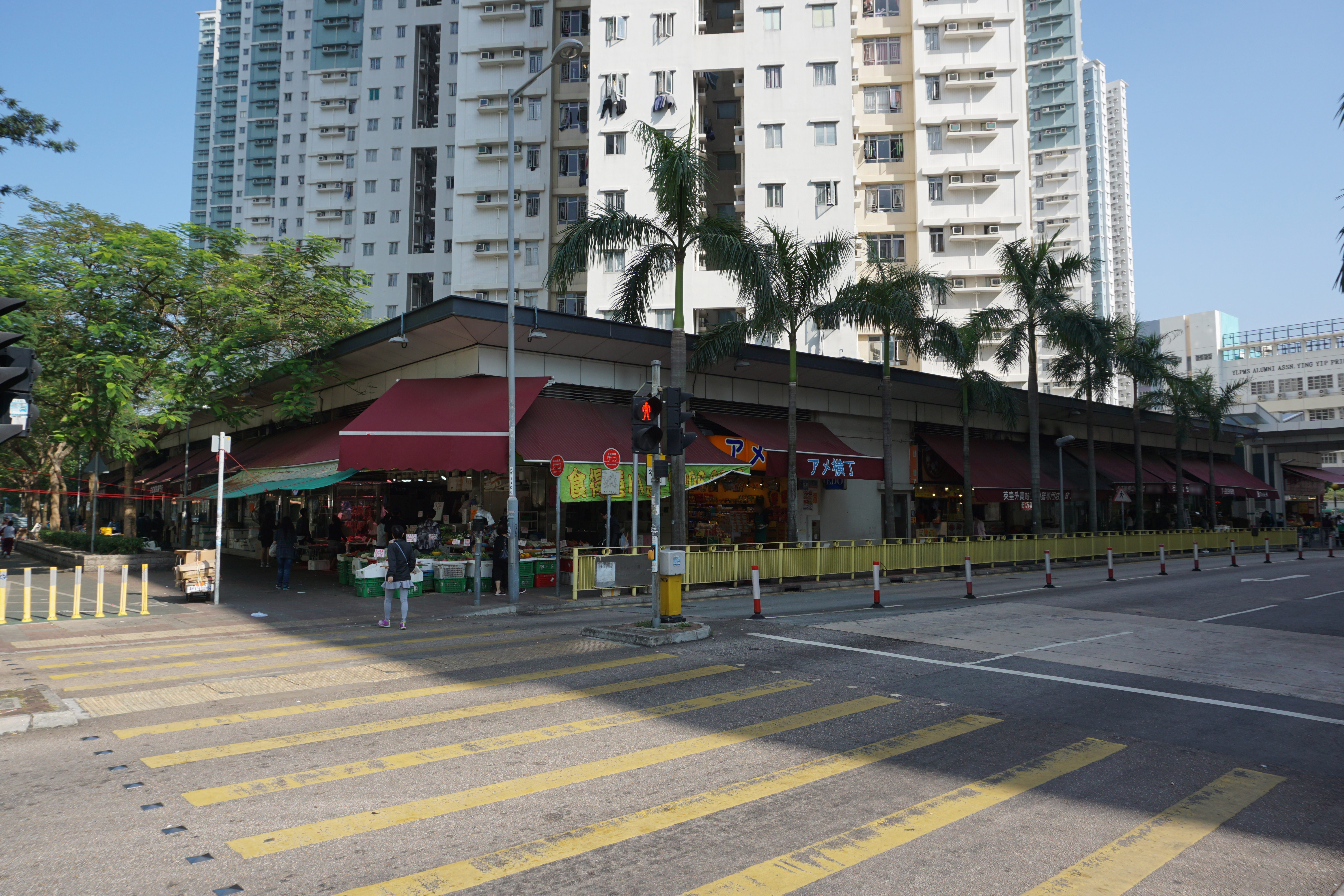
地面商舖

俊宏軒（英語：Grandeur Terrace）是由香港房屋委員會聯同私人機構俊和發展集團合作發展的一個公共屋邨，由巴馬丹拿建築師有限公司設計，位於香港元朗天水圍新市鎮北部第111區，原本為私人機構參建居屋，現已改作公共屋邨作出租用途，現時由俊和旗下的城市專業管理負責屋邨管理。
本物業由俊和發展集團於2000年至2003年發展，整個工程耗資達15億港元，在2006年獲選為優質建築大獎。

## 簡介
俊宏軒原本屬「私人機構參建居屋」計劃的屋苑，並且（原本）為全港大型的「私人機構參建居屋計劃」之一，屋苑於2003年5月落成，並擬於2001年的居屋第23期乙中出售。但因香港政府於該年宣佈停售居屋一期，因此全個屋苑的單位都沒有出售，隨後全數改為出租公屋用途，是香港有史以來首批由私人機構參建居屋改為出租公屋的住宅項目。屋苑斥資15億港元興建，現時為公共屋邨，因此俊宏軒是香港最昂貴和最豪華的租住公共屋邨項目。
值得一提的是，項目在2003年落成時，其中4座住宅大樓的天台均有安裝太陽能發電系統，供大廈內的公共走廊照明供電，但原來相關設施在2009年已完全停止使用，房屋署至今仍未對外公布。
俊宏軒合共有11座，1、2、6、7、8、9、10和11座樓高37層，而3、4、5座則樓高38層。屋苑附設5層停車場、一間幼兒園及一個中型商場；商場設有行人天橋接駁至天恒邨及天澤邨。
由於俊宏軒原本是以居屋計劃出售的屋苑，因此屋邨內的部份單位面積比同區其他公共屋邨的單位大（例如部分大單位內設有三房兩廳以及兩個廁所），租金亦因而比較昂貴。

## 屋苑資料

### 樓宇
| 樓宇名稱 | 樓宇類型                          | 落成年份 | 層數 | 每層伙數 | 每座單位總數（伙） | 建築師         | 承建商   | 提供升降機的廠商 |
| -------- | --------------------------------- | -------- | ---- | -------- | ------------------ | -------------- | -------- | ---------------- |
| 第1座    | 私人機構參建居屋樓宇 （十字井型） | 2003年   | 37   | 10       | 370                | 巴馬丹拿建築師 | 俊和建築 | LG               |
| 第2座    | 私人機構參建居屋樓宇 （十字井型） | 2003年   | 37   | 10       | 370                | 巴馬丹拿建築師 | 俊和建築 | LG               |
| 第3座    | 私人機構參建居屋樓宇 （十字井型） | 2003年   | 38   | 10       | 380                | 巴馬丹拿建築師 | 俊和建築 | LG               |
| 第4座    | 私人機構參建居屋樓宇 （十字井型） | 2003年   | 38   | 10       | 380                | 巴馬丹拿建築師 | 俊和建築 | LG               |
| 第5座    | 私人機構參建居屋樓宇 （十字井型） | 2003年   | 38   | 10       | 380                | 巴馬丹拿建築師 | 俊和建築 | LG               |
| 第6座    | 私人機構參建居屋樓宇 （十字井型） | 2003年   | 37   | 10       | 370                | 巴馬丹拿建築師 | 俊和建築 | LG               |
| 第7座    | 私人機構參建居屋樓宇 （十字井型） | 2003年   | 37   | 10       | 370                | 巴馬丹拿建築師 | 俊和建築 | LG               |
| 第8座    | 私人機構參建居屋樓宇 （十字井型） | 2003年   | 37   | 10       | 370                | 巴馬丹拿建築師 | 俊和建築 | LG               |
| 第9座    | 私人機構參建居屋樓宇 （十字井型） | 2003年   | 37   | 10       | 370                | 巴馬丹拿建築師 | 俊和建築 | LG               |
| 第10座   | 私人機構參建居屋樓宇 （十字井型） | 2003年   | 37   | 10       | 370                | 巴馬丹拿建築師 | 俊和建築 | LG               |
| 第11座   | 私人機構參建居屋樓宇 （十字井型） | 2003年   | 37   | 10       | 370                | 巴馬丹拿建築師 | 俊和建築 | LG               |

- 屋邨內所有大廈均使用英文字母以作室號，即A室、B室等等，與一般公共屋邨用數字來以作室號不同。

## 商場
俊宏廣場為俊宏軒的商場，面積合共46,716平方呎，分為地下及一樓兩層，共有約40個舖位。地面層全為臨街商舖，店面總面積達988方呎。
商舖包括萬寧、佳寶食品超級市場、必勝客（已搬遷至鄰近的天澤商場）、7-11便利店、OK便利店、私人醫務所及教育中心、百佳超級市場等；2樓至7樓設有停車場。
俊和集團在2009年4月以約3.03億元出售俊宏廣場予宏安集團。

## 學校

### 小學

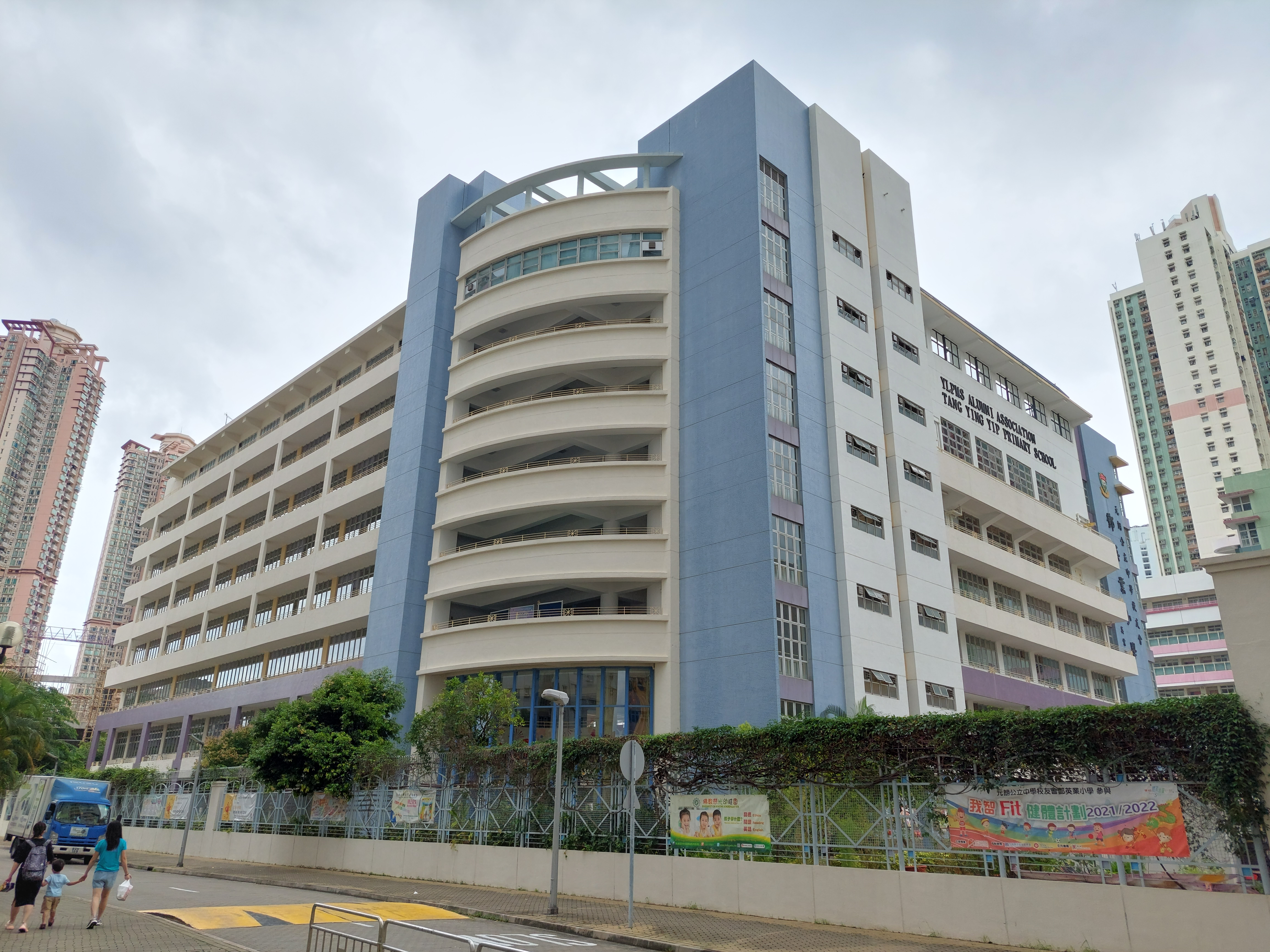
元朗公立中學校友會鄧英業小學

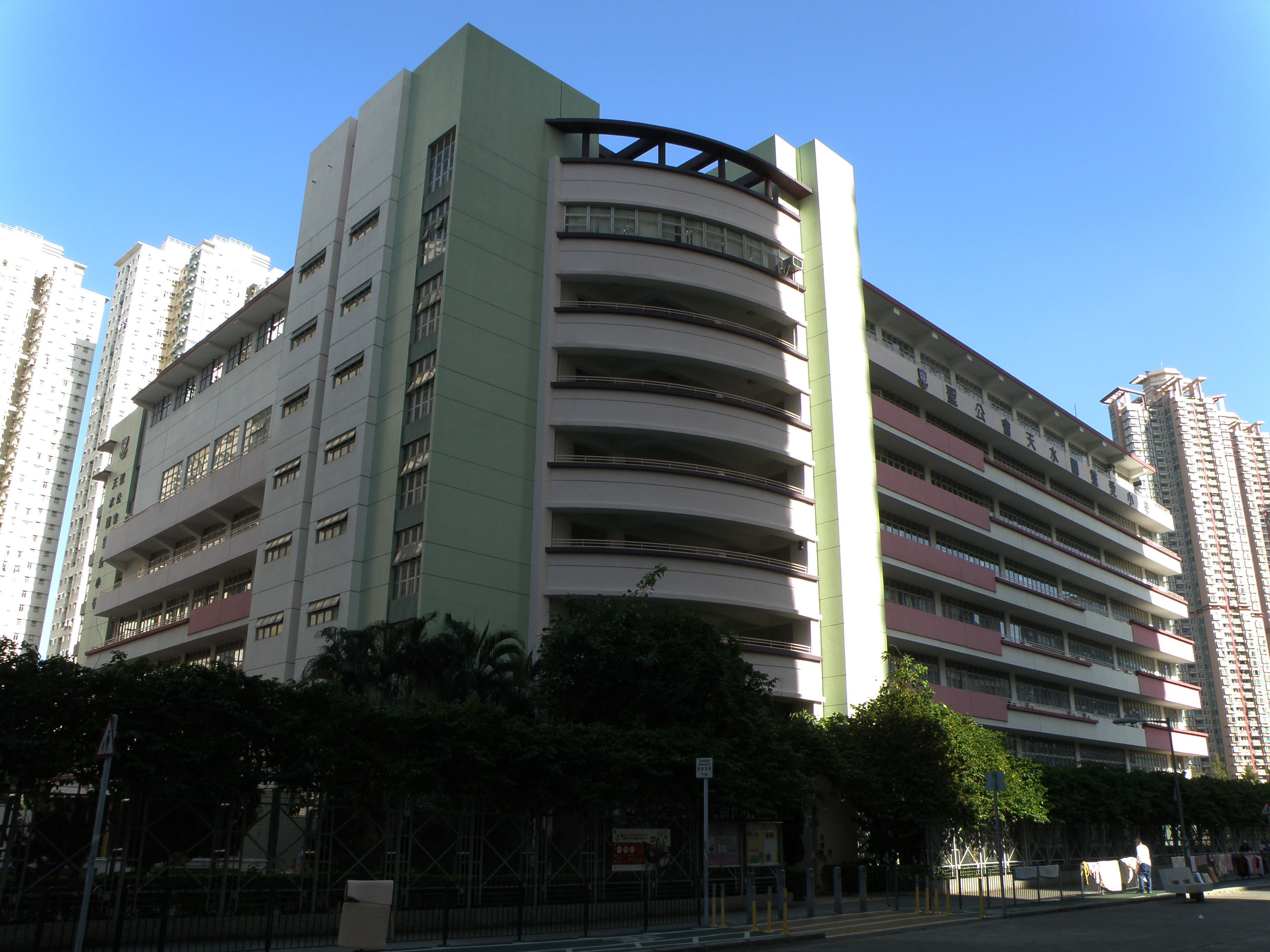
聖公會天水圍靈愛小學

- 元朗公立中學校友會鄧英業小學（1989年創辦，2003年與上午校分拆而遷至現址）
- 聖公會天水圍靈愛小學（1934年創辦，2002年與上午校分拆而遷至現址）

### 幼稚園
- 雅麗斯俊宏軒幼稚園  （2003年創辦，位於俊宏軒地下）

## 社福設施

### 區議員辦事處
姚國威議員辦事處：俊宏軒第九座地下

## 鄰近

### 公共屋邨
- 天恆邨
- 天澤邨
- 天逸邨

### 居屋屋苑
- 天富苑

### 私人屋苑
- 慧景軒
- Wetland Seasons Park
- Wetland Seasons Bay

### 公園
- 香港濕地公園
- 天秀路公園

## 相關事件

### 火警
2015年5月25日，天水圍俊宏軒1座，早上10時35分，住客發現其中一個單位冒煙，警員及消防員接報到場，發現單位起火，消防員立即破門入屋開喉灌救，部份住客需疏散落樓至安全位置暫避，火警很快便被救熄，起火原因初步疑因電線短路引起火警。
2016年2月20日，下午5時許，天水圍俊宏軒2座，保安員巡樓時發現有垃圾桶着火，遂報警求助。消防員接報到場，發現4層樓的垃圾桶均有被燒過的痕迹，相信火警有可疑。警方列作縱火案處理，正展開調查。

### 墮樓
2013年3月9日，早上7時，一名年約60歲男子，從天水圍俊宏軒2座墮下，倒臥地上證實當場死亡，警方到場調查，懷疑事主因病厭世，調查事件無可疑。
2016年8月9日，早上7時許，一名27歲姓陳男子，被發現倒臥大廈對開花槽昏迷不醒，救護員趕至，發現事主身體多處骨折，懷疑從高處墮下，立即將其送往元朗博愛醫院搶救，惜最後證實不治。由於死者近日因感情問題不開心，警方調查後初步相信事件無可疑。
2021年8月29日，早上10時，一名年約55歲女子倒臥一花槽，懷疑從高處墮下。警員接報到場，女事主當場被證實死亡。警員於現場有檢獲遺書，經初步調查，相信從一單位墮下，死因有待驗屍後確定。

### 其他
2017年5月25日，上月14日，天水圍俊宏軒有單位揭發遭人淋油刑毀，警方接手調查發現有同層住戶去年年中向信貸不良的財務公司借取約1.5萬元，但無力還債，該住戶及家人去年下半年收到滋擾電話，不法分子向住戶鄰居淋油，並透過收債字條交代哪位住戶欠債，企圖藉鄰居壓力逼使對方還債，今日拘捕兩名涉案男子。

## 外部連結
- 房屋署俊宏軒資料 （页面存档备份，存于）